# Muntadhar al-Zaidi
Muntadhar al-Zaidi (sinh 16 tháng 1 năm 1979) (tiếng Ả Rập: منتظر الزيدي Muntaẓar al-Zayidī)[a] là một phóng viên truyền thông phục vụ với vai trò một thông tấn viên cho đài truyền hình Al-Baghdadia TV của Iraq có trụ sở tại Cairo. Các bài tường trình của Al-Zaidi thường chú ý về tình trạng bi thảm của những người vợ góa chồng, trẻ mồ côi nói riêng và trẻ em nói chung trong Chiến tranh Iraq.
Vào ngày 16 tháng 11 năm 2007, al-Zaidi bị những người lạ mặt bắt cóc tại Baghdad. Ông cũng từng bị lực lượng quân sự Hoa Kỳ bắt hai lần. Vào ngày 14 tháng 12 năm 2008, al-Zaidi quăng giày của mình vào tổng thống Hoa Kỳ George W. Bush trong một cuộc họp báo tại Baghdad. Trong cuộc hỗn loạn tiếp theo sau đó, al-Zaidi bị thương khi ông bị bắt giao cho nhà chức trách và ban đầu bị tạm giam giữ không xét xử. Vụ án Al-Zaidi đang được đưa lên một tòa án Iraq thụ lý.
|  |  |

## Các câu nói
| “ | Đây là nụ hôn của dân Iraq dành cho ông, đồ chó Còn chiếc này dành cho các bà góa, trẻ mồ côi và những người đã chết ở Iraq | ” |

## Thông tin
| “ | Al Baghdadi đã có cuộc gọi cho các nhà chức trách Iraq để ngay lập tức phát hành Mentsabha Zaidi phù hợp với dân chủ và tự do trong diễn đạt, mà hứa Tân Ước và người Iraq của chính quyền Hoa Kỳ, nói rằng bất kỳ hành động chống lại chờ đợi, nhưng hành vi nhỏ được chứng kiến những lần chế độ độc tài và thất bại, bạo lực và bắt giữ và tịch thu các quyền tự do công cộng và các tổ chức tư nhân cũng gọi cho báo chí và các phương tiện truyền thông, Ả rập, đoàn kết quốc tế với Zaidi cho phát hành của ông. 14 tháng 12 năm 2008 | ” |

## Vụ ném giày vào George W. Bush

### Nguyên nhân
Tổng thống Mỹ George W. Bush và Thủ tướng Iraq Nouri al-Maliki đang phát biểu trong một cuộc họp báo tại Iraq thì Muntadar al-Zaidi trong buổi họp báo đứng dậy, hét lớn "Đây là nụ hôn vĩnh biệt của dân Iraq tới ông, đồ chó" và ném giày về phía George Bush. Sau đó, Zaidi ném tiếp chiếc thứ hai: "Còn chiếc này dành cho các bà góa, trẻ mồ côi và những người đã chết ở Iraq". Cả hai chiếc giày ném về phía ông Bush đều không trúng mục tiêu.
Ném giày được coi là hình thức sỉ nhục trong văn hóa Ả Rập.

### Xung quanh sự việc

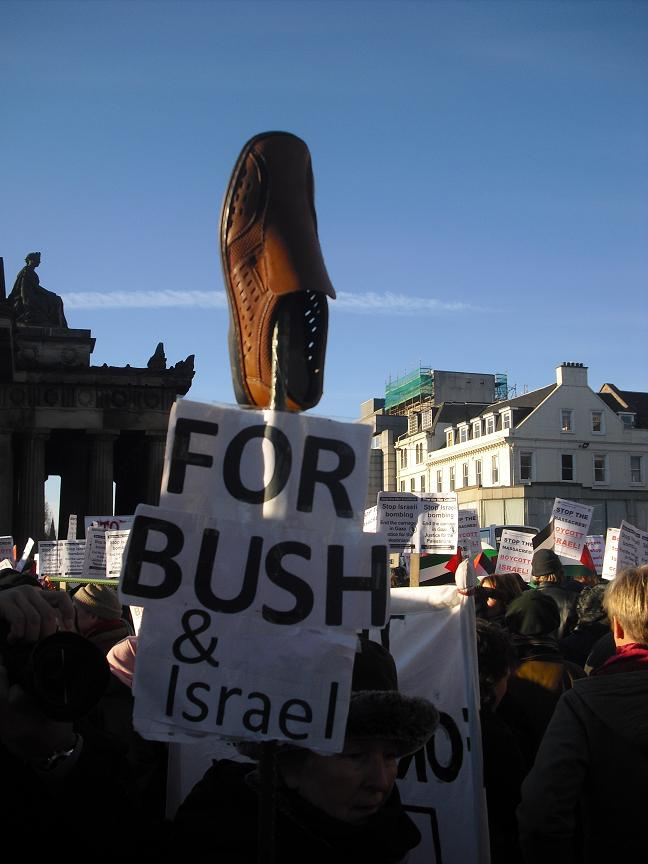
Làn sóng phản đối tổng thống Mỹ nổi lên khắp dải Gaza

Sau khi xảy ra sự việc phóng viên Muntadar al-Zaidi đã bị bắt giam. Nhiều người dân ở Iraq đã coi Muntadar al-Zaidi như một vị anh hùng, một số người còn biểu tình ủng hộ và đòi thả phóng viên này khi bị bắt.
Việc một phóng viên báo chí ném giày vào một chính khách là nguyên thủ quốc gia đã khiến cho người ta phải đề phòng đối với hình thức này. Phát ngôn viên Bộ Ngoại giao Trung Quốc Liu Jianchao còn bày tỏ rằng "Có thể từ giờ tôi nên chú ý không chỉ các phóng viên giơ tay để đưa ra câu hỏi mà cả những người cởi giày của họ nữa".
Thủ tướng Iraq Nouri al-Maliki ngày 22/12/08 tiết lộ trên website thủ tướng rằng ông đã nhận được bức thư của al-Zaidi thừa nhận có một chiến binh rất nổi tiếng đã bắt buộc anh ta phải ném hai chiếc giày. Trước đó, phóng viên al-Zaidi này đã xin lỗi  và xin ông tha thứ. Tuy nhiên, gia đình của phóng viên bác bỏ thông tin của thủ tướng và nói rằng Zaidi bị ép phải viết thư xin tha thứ. Lời lẽ trong thư gọi việc ném giày là "hành vi xấu xa mà tôi (Zaidi) đã thực hiện".
Về số phận đôi giày, thẩm phán Iraq Dhia al-Kinani cho biết các nhân viên điều tra đã phá hủy đôi giày để tìm thuốc nổ giấu bên trong .

## Án tù
Muntadar al-Zaidi được giảm án từ 3 năm xuống còn 1 năm tù sau khi kháng án. Luật sư của Zaidi lập luận rằng tội danh nên được thay đổi từ mức tấn công xuống mức xúc phạm một nhà lãnh đạo nước ngoài. Thẩm phán đã đồng ý và quyết định đưa ra mức án phù hợp với tội danh ít nghiêm trọng hơn.
Một quan chức của tòa án cho hay, viên chánh án cũng đã tính đến một thực tế là Zaidi không có tiền án tiền sự. "Tòa phúc thẩm đã công bố quyết định ngày 8/4/2009... tính đến việc Zaidi vẫn còn trẻ và chưa từng bị kết án", trích lời Abdul Sattar al-Birqdar, phát ngôn viên của Hội đồng xét xử. Yaha al-Ittabi, luật sư của al-Zaidi, bình luận rằng quyết định trên chứng tỏ "sự độc lập và liêm chính của bộ máy tư pháp Iraq". Tính cả thời gian bị giam trước khi xét xử và các đợt ân xá theo lệ thường, Zaidi sẽ được trả tự do vào ngày 14 tháng 9 năm 2009

## Ảnh hưởng
Ngày 2 tháng 2 năm 2009, một người phản đối đã ném giày của mình về phía Thủ tướng Trung Quốc Ôn Gia Bảo và gọi thủ tướng là "kẻ độc tài" khi ông đọc diễn văn tại Đại học Cambridge. Chiếc giày rơi trên sân khấu, cách thủ tướng khoảng 1 mét và người phản đối này nhanh chóng bị các nhân viên an ninh lôi ra ngoài.